# Região Geográfica Intermediária de Sorocaba
A Região Geográfica Intermediária de Sorocaba é uma das onze regiões intermediárias do estado brasileiro de São Paulo e uma das 134 regiões intermediárias do Brasil, criadas pelo Instituto Brasileiro de Geografia e Estatística (IBGE) em 2017. É composta por 78 municípios, distribuídos em seis regiões geográficas imediatas.
Sua população total estimada pelo Instituto Brasileiro de Geografia e Estatística (IBGE) para 1º de julho de 2018 é de 3 036 192 habitantes, distribuídos em uma área total de 45 063,813 km².
Sorocaba é o município mais populoso da região intermediária, com 671 186 habitantes, de acordo com estimativas de 2018 do Instituto Brasileiro de Geografia e Estatística (IBGE).

## Regiões geográficas imediatas
| Região geográfica imediata | Municípios | População Estimativa 2018 | Área (km²) |
| -------------------------- | --- | ------------------------- | ---------- |
| Sorocaba                   | Alumínio Araçariguama Araçoiaba da Serra Boituva Capela do Alto Cerquilho Ibiúna Iperó Itu Jumirim Mairinque Piedade Pilar do Sul Porto Feliz Salto Salto de Pirapora São Roque Sarapuí Sorocaba Tapiraí Tietê Votorantim        | 1 780 639                 | 8 018,045  |
| Itapeva                    | Apiaí Barão de Antonina Barra do Chapéu Bom Sucesso de Itararé Buri Capão Bonito Guapiara Itaberá Itaoca Itapeva Itapirapuã Paulista Itaporanga Itararé Nova Campina Ribeira Ribeirão Branco Ribeirão Grande Riversul Taquarivaí | 355 117                   | 12 318,769 |
| Registro                   | Barra do Turvo Cajati Cananéia Eldorado Iguape Ilha Comprida Iporanga Jacupiranga Juquiá Miracatu Pariquera-Açu Registro Sete Barras                                                                                             | 255 570                   | 12 343,926 |
| Itapetininga               | Alambari Angatuba Campina do Monte Alegre Guareí Itapetininga São Miguel Arcanjo | 250 111                   | 4 659,492  |
| Avaré                      | Águas de Santa Bárbara Arandu Avaré Cerqueira César Coronel Macedo Iaras Itaí Manduri Óleo Paranapanema Taguaí Taquarituba | 231 814                   | 6 243,595  |
| Tatuí                      | Cesário Lange Pereiras Porangaba Quadra Tatuí Torre de Pedra | 162 941                   | 1 479,986  |
| Total                      | 78 | 3 036 192                 | 45 063,813 |